# Romualdo Suriani
Romualdo Suriani, capitão músico da Banda Sinfônica da Polícia Militar, foi um importante compositor no Paraná e apadrinha a cadeira musical número 13 na Academia Paranaense da Poesia.

## Biografia
Romualdo Suriani nasceu na região de Vêneto, Itália, em 12 de Junho de 1880, como filho de Giovanni Suriani e Trojano Suriani. Ainda jovem emigrou para o Brasil, Campinas, e em 1903 mudou-se para o Paraná, Paranaguá; ingressando na fanfarra da Escola de Aprendizes-marinheiros. Em 1911 passou a residir em Curitiba, sendo contratado em 1912 como Contramestre (1º Sargento) da Força Militar do Estado, atual Polícia Militar do Paraná. E em 06 de Junho de 1913 foi nomeado Ensaiador da Banda, comissionado no posto de alferes.

### Banda Sinfônica da Polícia Militar do Paraná
Em 1913 Romualdo Suriani transformou a banda militar em orquestra sinfônica. Na banda militar predominam os naipes de sopro e percussão, e na orquestra sinfônica são inseridos instrumentos, como: diversas espécies de saxofones e clarinetes, instrumentos de percussão de teclas, como marimbas, vibrafones, além da percussão tradicional, como bumbos e caixas. A Banda se apresentava frequentemente ao ar livre, nas praças de Curitiba, especialmente nas praças Osório e Tiradentes, evento conhecido como "retreta". Nesse período as retretas eram eventos constitutivos da rotina dos curitibanos, sendo os coretos os principais pontos para a realização desta prática musical.

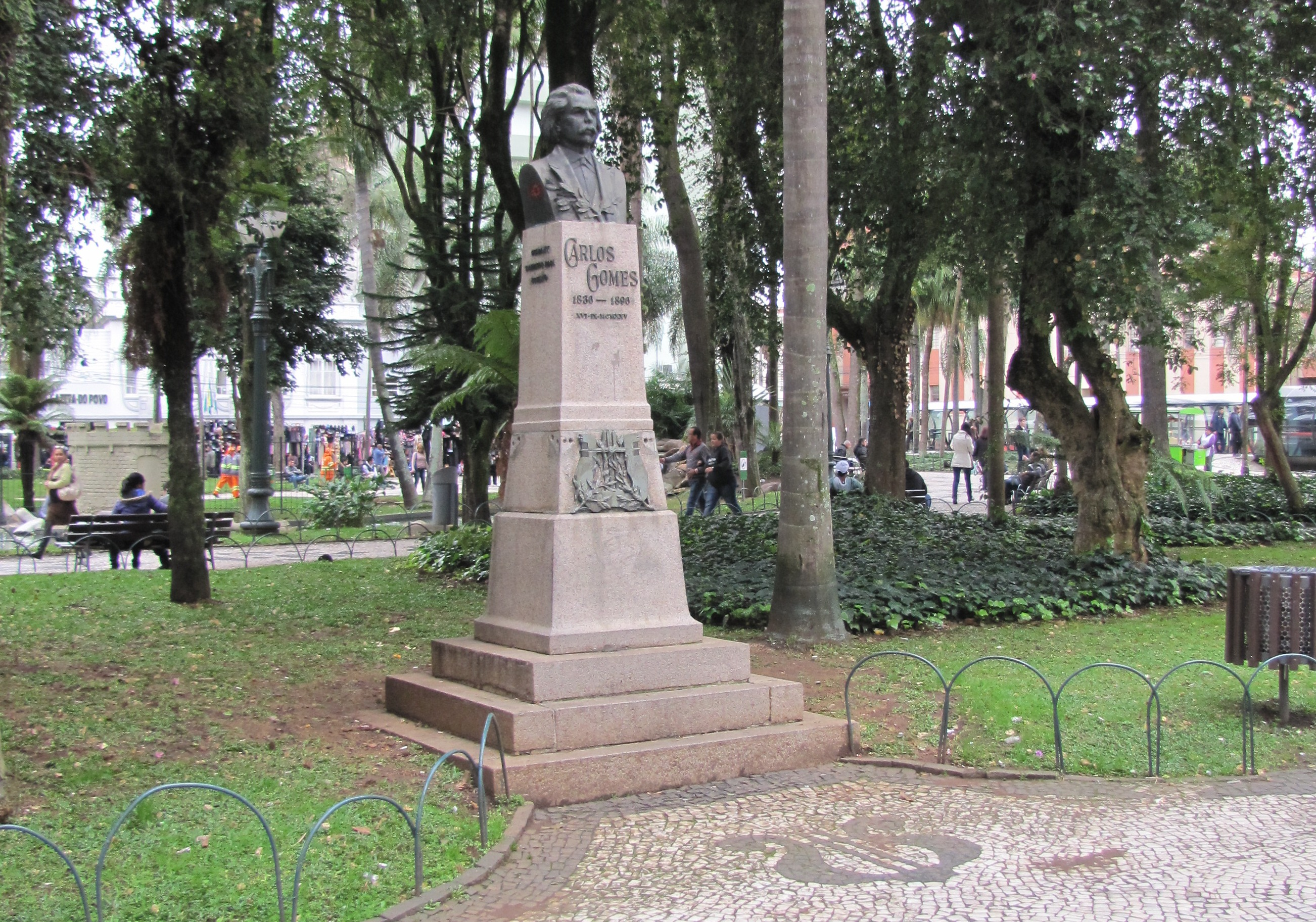
Herma de Carlos Gomes. Obra de João Turin.

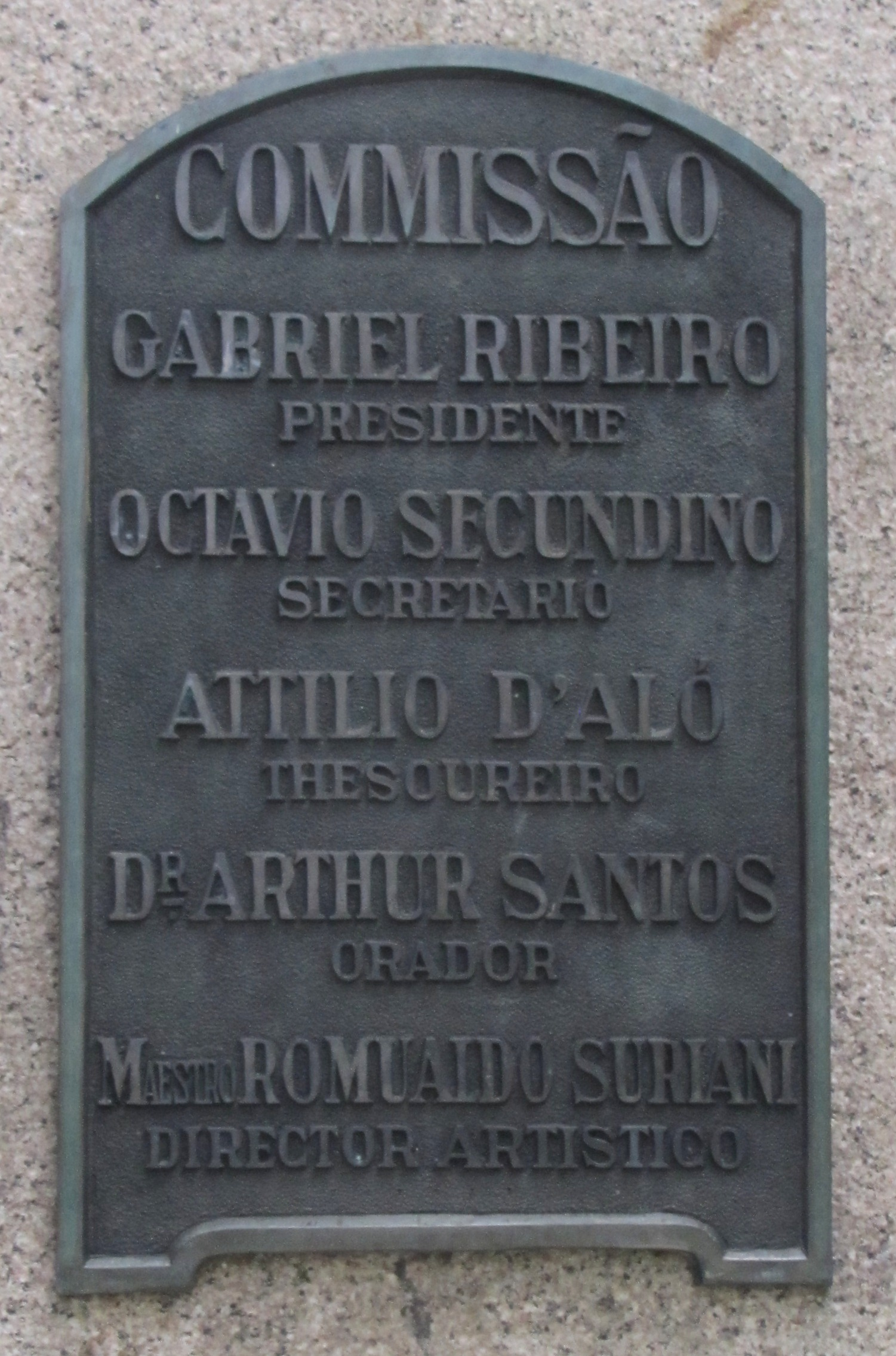
Placa da herma a Carlos Gomes.

### HermadeCarlos Gomes
Em 1917 a Banda da Força Militar iniciou uma campanha para a construção de uma herma em homenagem ao grande músico brasileiro, Carlos Gomes. Foi então criada uma comissão constituída por Gabriel Ribeiro, presidente; Octávio Secundino, secretário; Attilio D'Alo (maestro antecessor), tesoureiro; Arthur Santos, orador; e Romualdo Suriani, diretor artístico. Em 11 de Julho foi realizado o primeiro concerto no Teatro Guaíra, com objetivo de angariar fundos para a obra. A campanha durou longos oito anos até que em 26 de Janeiro de 1925 o monumento foi oficialmente inaugurado na Praça Carlos Gomes, área central de Curitiba. Em agradecimento, a filha de Carlos Gomes, Ítala Gomes Vaz de Carvalho, presenteou Romualdo Suriani com algumas partituras de 1890 e alguns rascunhos da ópera Condor.

### Jazzem Curitiba
Em 1923, Romualdo Suriani, juntamente com Luiz Eulógio Zilli, foram os responsáveis pela introdução da música jazz em Curitiba.

### Movimento Paranista
O Movimento Paranista (1927 e 1930) tinha como marca o cultivo de tudo aquilo que fazia referência ao Paraná, através do paranismo de Romário Martins, cujo enfoque eram as lendas indígenas. Ele acontecia entre poetas, escritores e artistas de vários setores nos salões de arte, no café Belas Artes, situados na Rua XV de Novembro e nos saraus realizados no Clube Curitibano. Nesse período Romualdo Suriani escreveu um poema sinfônico sobre a terra paranaense chamado Gôio-Covó, nome que os Caingangues davam ao Rio Iguaçu.

### Sociedade Sinfônica de Curitiba
Em 07 de Abril de 1930 Romualdo Suriani, em conjunto com os músicos Ludovico Zeyer e Antonio Melillo, fundou a Sociedade Sinfônica de Curitiba

### Revolução de 1930
Com a vitória da Revolução de 1930 a Força Militar do Estado do Paraná foi enviada à Capital Federal, Rio de Janeiro; retornando a Curitiba em 11 de Novembro. Entretanto a Banda de Música permaneceu na Capital e em 03 de Novembro tocou na posse do governo revolucionário, Getúlio Vargas.
No dia 15 de Novembro participou do desfile cívico-militar, compondo o Batalhão Patriótico Voluntários do Paraná.
Em 19 de Novembro realizou uma apresentação pública no Cemitério São João Batista, em homenagem a João Pessoa. Em 20 de Novembro apresentou-se no Jardim da Glória.
E em 26 de Novembro apresentou-se no Teatro Municipal do Rio de Janeiro, executando a "plotofonia" de O Guarani, de Carlos Gomes.
Todas as apresentações foram executadas de cor, sem o uso de partituras.

### Conservatório de Música do Paraná
O Conservatório de Música do Paraná foi criado em 1913 sob a direção do maestro Leonard Kessler e, posteriormente, de Antônio Melillo, e logo no primeiro ano de funcionamento atraiu mais de duzentos alunos. Os grandes músicos da época foram convidados para formarem o corpo docente: a pianista Amélia Henn dirigia a classe de piano; o professor Seyer, a classe de violino; o professor Wucherpfenning, canto; e o professor Barletta, violoncelo. E mais: o maestro Romualdo Suriani, as jovens Ruth Pimentel, Maria José Assumpção, Ignez Colle, Margarida Silva, entre outros. Com a ida do maestro Kessler para Santa Catarina, a direção do conservatório passou para o professor Seyer. E, após a morte de Kessler, assumiu o professor Antônio Melillo, ficando como diretor até a extinção a casa de ensino. Em 1956 o Conservatório de Música serviu de base para a criação do Conservatório Estadual de Canto Orfeônico.

### Produções artísticas
Romualdo Suriani empenhou-se no objetivo de cultuar o amor ao civismo. Dentre suas diversas composições, Suriani deixou muitos hinos militares e escolares; tais como:
- Hino de Glória - louvor ao Paraná;
- Hino do 2° Regimento de Artilharia Montada;
- Canção do 1° Batalhão de Infantaria;
- Cântico de Natal, antigo Hino da Polícia Militar do Paraná.

#### Cântico de Natal
O Cântico de Natal foi o primeiro hino da Polícia Militar do Paraná. Em 1980 o município da Lapa apropriou-se do hino, que então deixou de ser usado pela PMPR. Em 1982 foi oficializado na corporação a Canção 10 de Agosto como canção oficial da PMPR.
Hino: Cântico de Natal
Letra: Júlio Perneta
Melodia: Capitão PM Romualdo Suriani
| Junto a Dulcídio e Carneiro No cerco da Lapa, um dia, Mostramos ao mundo inteiro Que a nossa gente sabia, Pela justiça e o direito Lá nos campos de batalha Pelejar peito a peito Ao rouco som da metralha Estribilho: Que campos verdes, que alegre terra, Terra mais bela que esta não há: Quantas riquezas no seio encerra A linda terra do Paraná! | Como é feliz quem caminha, Assim é denodadamente, Pronto, sempre, em linha, Gesto firme, olhar em frente. Bendita seja esta imagem Da Pátria sonora e bela... Que orgulho de ter coragem Para poder defendê-la Estribilho: Que campos verdes, que alegre terra, Terra mais bela que esta não há: Quantas riquezas no seio encerra A linda terra do Paraná! | Cair no combate e exangüe Dar pela Pátria querida, Em ondas, o nosso sangue, Em ondas, a nossa vida, É uma esplêndida vitória Que arrebata e que consola: Dai-nos senhor, essa glória Dai-nos senhor, essa esmola! Estribilho: Que campos verdes, que alegre terra, Terra mais bela que esta não há: Quantas riquezas no seio encerra A linda terra do Paraná! |

### Viagem à Europa
Em 14 de Maio de 1938 o Interventor Federal no Estado do Paraná, Manuel Ribas, autorizou que Romualdo Suriani viajasse à Itália para divulgar a música brasileira na Europa.
Na Itália ele estabeleceu contato com a Banda dos Carabineros, na Legione Alliene Carabeniense Reali Di Roma; o que posteriormente lhe trouxe amargos dissabores.

### Ocasoemorte
Com a eclosão da Segunda Guerra Mundial e o subsequente rompimento das relações diplomáticas do Brasil com os países do Eixo, foram tomadas várias medidas contra estrangeiros, especialmente alemães, italianos e japoneses. Em 29 de Janeiro de 1942, devido sua origem italiana, o capitão Suriani foi sumariamente excluído da Polícia Militar. Após trinta anos de serviço, Suriani saiu sem receber qualquer auxílio pecuniário ou direito de defesa. Entrou em profunda depressão, ficou doente, e faleceu em 02 de Fevereiro de 1943.
Em 30 de Março de 1944 foi cancelada sua exclusão da corporação. E ao ser reconstruido o edifício da Banda de Música (recentemente demolido) pelo coronel Dagoberto Dulcídio Pereira, a sala de ensaios recebeu a denominação de Romualdo Suriani como homenagem.